# Cassida pannonica
Cassida pannonica es un coleóptero de la familia Chrysomelidae.
Fue descrita científicamente en 1844 por Suffrian.